# Grand Prix Kanady 2010
Grand Prix Kanady 2010 – ósma runda Mistrzostw Świata Formuły 1 w sezonie 2010.

## Lista zgłoszeń
| Nr | Kierowca           | Zespół                       | Samochód          | Silnik               | Opony |
| -- | ------------------ | ---------------------------- | ----------------- | -------------------- | ----- |
| 1  | Jenson Button      | Vodafone McLaren Mercedes    | McLaren MP4-25    | Mercedes-Benz FO108X | B     |
| 2  | Lewis Hamilton     | Vodafone McLaren Mercedes    | McLaren MP4-25    | Mercedes-Benz FO108X | B     |
| 3  | Michael Schumacher | Mercedes GP Petronas F1 Team | Mercedes MGP W01  | Mercedes-Benz FO108X | B     |
| 4  | Nico Rosberg       | Mercedes GP Petronas F1 Team | Mercedes MGP W01  | Mercedes-BenzFO108X  | B     |
| 5  | Sebastian Vettel   | Red Bull Racing              | Red Bull RB6      | Renault RS27-2010    | B     |
| 6  | Mark Webber        | Red Bull Racing              | Red Bull RB6      | Renault RS27-2010    | B     |
| 7  | Felipe Massa       | Scuderia Marlboro Ferrari    | Ferrari F10       | Ferrari 056          | B     |
| 8  | Fernando Alonso    | Scuderia Marlboro Ferrari    | Ferrari F10       | Ferrari 056          | B     |
| 9  | Rubens Barrichello | AT&T WilliamsF1 Team         | Williams FW32     | Cosworth CA2010      | B     |
| 10 | Nico Hülkenberg    | AT&T WilliamsF1 Team         | Williams FW32     | Cosworth CA2010      | B     |
| 11 | Robert Kubica      | Renault F1 Team              | Renault R30       | Renault RS27-2010    | B     |
| 12 | Witalij Pietrow    | Renault F1 Team              | Renault R30       | Renault RS27-2010    | B     |
| 14 | Adrian Sutil       | Force India Formula One Team | Force India VJM03 | Mercedes-Benz FO108X | B     |
| 15 | Vitantonio Liuzzi  | Force India Formula One Team | Force India VJM03 | Mercedes-Benz FO108X | B     |
| 16 | Sébastien Buemi    | Scuderia Toro Rosso          | Toro Rosso STR5   | Ferrari 056          | B     |
| 17 | Jaime Alguersuari  | Scuderia Toro Rosso          | Toro Rosso STR5   | Ferrari 056          | B     |
| 18 | Jarno Trulli       | Lotus F1 Racing              | Lotus T127        | Cosworth CA2010      | B     |
| 19 | Heikki Kovalainen  | Lotus F1 Racing              | Lotus T127        | Cosworth CA2010      | B     |
| 20 | Karun Chandhok     | HRT F1 Team                  | Hispania F110     | Cosworth CA2010      | B     |
| 21 | Bruno Senna        | HRT F1 Team                  | Hispania F110     | Cosworth CA2010      | B     |
| 22 | Pedro de la Rosa   | BMW Sauber F1 Team           | BMW Sauber C29    | Ferrari 056          | B     |
| 23 | Kamui Kobayashi    | BMW Sauber F1 Team           | BMW Sauber C29    | Ferrari 056          | B     |
| 24 | Timo Glock         | Virgin Racing                | Virgin VR-01      | Cosworth CA2010      | B     |
| 25 | Lucas Di Grassi    | Virgin Racing                | Virgin VR-01      | Cosworth CA2010      | B     |
| Nr | Kierowca           | Zespół                       | Samochód          | Silnik               | Opony |

## Wyniki

### Sesje treningowe
| Sesja | Nr | Kierowca         | Konstruktor      | Czas     | Okr. |
| ----- | -- | ---------------- | ---------------- | -------- | ---- |
| 1     | 1  | Jenson Button    | McLaren-Mercedes | 1:18,127 | 23   |
| 2     | 5  | Sebastian Vettel | Red Bull-Renault | 1:16.877 | 32   |
| 3     | 2  | Lewis Hamilton   | McLaren-Mercedes | 1:16.058 | 15   |

### Kwalifikacje
Źródło: Wyprzedź Mnie!
| Poz. | Nr | Kierowca           | Konstruktor          | Q1       | Q2       | Q3       | Poz. s. |
| --- | --- | ------------------ | -------------------- | -------- | -------- | -------- | ------- |
| 1 | 2 | Lewis Hamilton     | McLaren-Mercedes     | 1:15,889 | 1:15,528 | 1:15,105 | 1       |
| 2 | 6 | Mark Webber        | Red Bull-Renault     | 1:16,423 | 1:15,692 | 1:15,373 | 7       |
| 3 | 5 | Sebastian Vettel   | Red Bull-Renault     | 1:16,129 | 1:15,556 | 1:15,420 | 2       |
| 4 | 8 | Fernando Alonso    | Ferrari              | 1:16,171 | 1:15,597 | 1:15,435 | 3       |
| 5 | 1 | Jenson Button      | McLaren-Mercedes     | 1:16,371 | 1:15,742 | 1:15,520 | 4       |
| 6 | 15 | Vitantonio Liuzzi  | Force India-Mercedes | 1:17,086 | 1:16,171 | 1:15,648 | 5       |
| 7 | 7 | Felipe Massa       | Ferrari              | 1:16,673 | 1:16,314 | 1:15,688 | 6       |
| 8 | 11 | Robert Kubica      | Renault              | 1:16,370 | 1:15,682 | 1:15,715 | 8       |
| 9 | 14 | Adrian Sutil       | Force India-Mercedes | 1:16,495 | 1:16,295 | 1:15,881 | 9       |
| 10 | 4 | Nico Rosberg       | Mercedes             | 1:16,350 | 1:16,001 | 1:16,071 | 10      |
| 11 | 9 | Rubens Barrichello | Williams-Cosworth    | 1:16,880 | 1:16,434 | –        | 11      |
| 12 | 10 | Nico Hülkenberg    | Williams-Cosworth    | 1:16,770 | 1:16,438 | –        | 12      |
| 13 | 3 | Michael Schumacher | Mercedes             | 1:16,598 | 1:16,492 | –        | 13      |
| 14 | 12 | Witalij Pietrow    | Renault              | 1:16,569 | 1:16,844 | –        | 14      |
| 15 | 16 | Sébastien Buemi    | Toro Rosso-Ferrari   | 1:17,356 | 1:16,928 | –        | 15      |
| 16 | 17 | Jaime Alguersuari  | Toro Rosso-Ferrari   | 1:17,027 | 1:17,029 | –        | 16      |
| 17 | 22 | Pedro de la Rosa   | BMW Sauber-Ferrari   | 1:17,611 | 1:17,384 | –        | 17      |
| 18 | 23 | Kamui Kobayashi    | BMW Sauber-Ferrari   | 1:18,019 | –        | –        | 18      |
| 19 | 19 | Heikki Kovalainen  | Lotus-Cosworth       | 1:18,237 | –        | –        | 19      |
| 20 | 18 | Jarno Trulli       | Lotus-Cosworth       | 1:18,698 | –        | –        | 20      |
| 21 | 24 | Timo Glock         | Virgin-Cosworth      | 1:18,941 | –        | –        | 21      |
| 22 | 21 | Bruno Senna        | HRT-Cosworth         | 1:19,484 | –        | –        | 22      |
| 23 | 25 | Lucas Di Grassi    | Virgin-Cosworth      | 1:19,675 | –        | –        | 23      |
| 24 | 20 | Karun Chandhok     | HRT-Cosworth         | 1:27,757 | –        | –        | 24      |
| Poz. | Nr | Kierowca           | Konstruktor          | Q1       | Q2       | Q3       | Poz. s. |
| \| Legenda \| Legenda \| \| ------------------------ \| ---------------------------------------------------------------------------------------------------------------------------------------------------------------------------------------------------------------------------------------------------------------- \| \| Poz. Nr Q1 Q2 Q3 Poz. s. \| Pozycja zajęta w sesji kwalifikacyjnej Numer startowy kierowcy Wynik uzyskany w pierwszej części kwalifikacji Wynik uzyskany w drugiej części kwalifikacji Wynik uzyskany w trzeciej części kwalifikacji Pozycja startowa po uwzględnięniu kar, przesunięć, itp. \| | |                    |                      |          |          |          |         |
| Legenda | |                    |                      |          |          |          |         |
| Poz. Nr Q1 Q2 Q3 Poz. s. | Pozycja zajęta w sesji kwalifikacyjnej Numer startowy kierowcy Wynik uzyskany w pierwszej części kwalifikacji Wynik uzyskany w drugiej części kwalifikacji Wynik uzyskany w trzeciej części kwalifikacji Pozycja startowa po uwzględnięniu kar, przesunięć, itp. |                    |                      |          |          |          |         |

### Wyścig

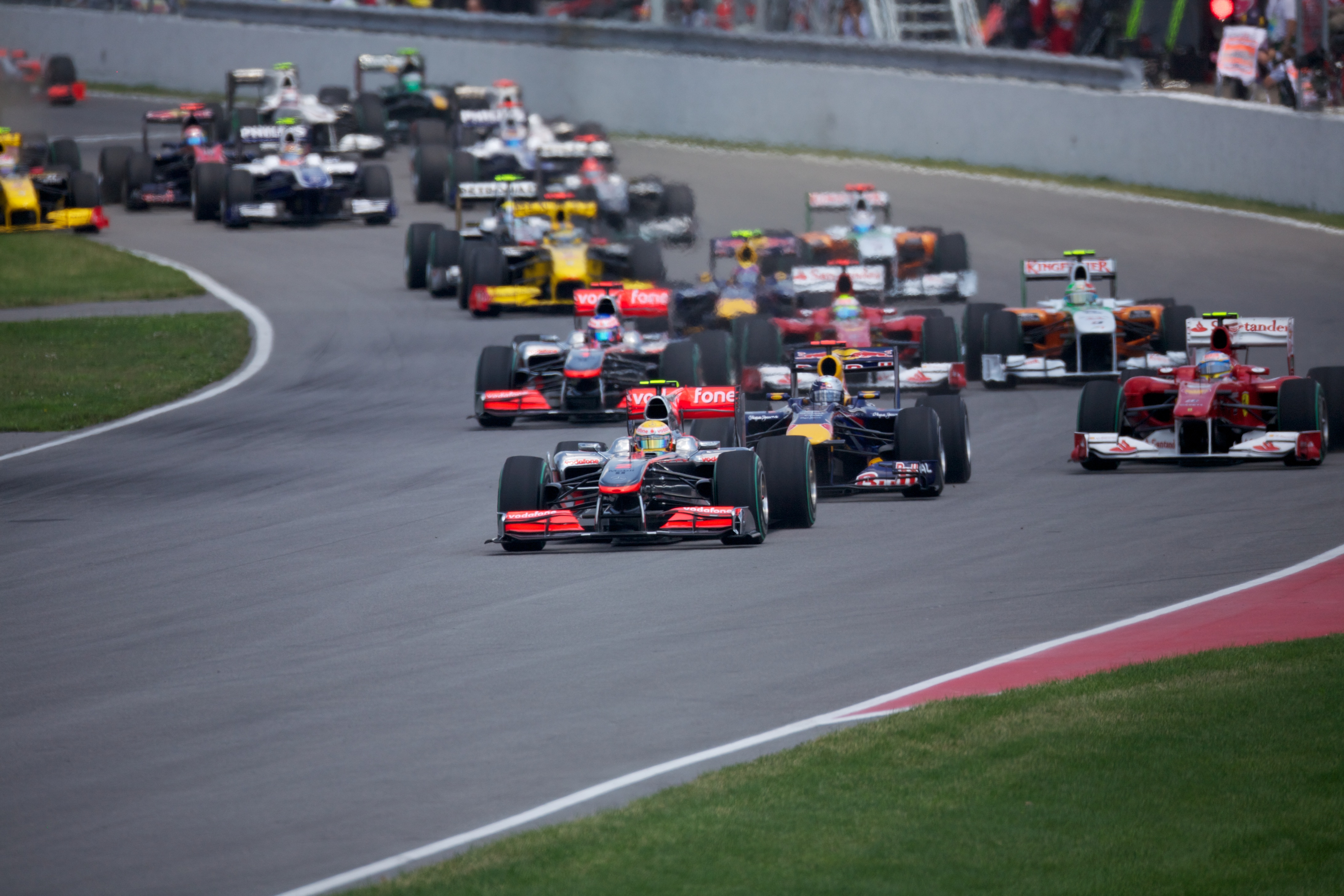
Kierowcy po starcie wyścigu

Źródło: Wyprzedź Mnie!
| P                 | + / –     | Nr | Kierowca           | Konstruktor          | Okr. | Czas / Strata    | Komentarz         |
| ----------------- | --------- | -- | ------------------ | -------------------- | ---- | ---------------- | ----------------- |
| 1                 | Bez zmian | 2  | Lewis Hamilton     | McLaren-Mercedes     | 70   | 1h33m53,459      |                   |
| 2                 | 2         | 1  | Jenson Button      | McLaren-Mercedes     | 70   | +0:02,254        |                   |
| 3                 | Bez zmian | 8  | Fernando Alonso    | Ferrari              | 70   | +0:09,214        |                   |
| 4                 | 2         | 5  | Sebastian Vettel   | Red Bull-Renault     | 70   | +0:37,817        |                   |
| 5                 | 2         | 6  | Mark Webber        | Red Bull-Renault     | 70   | +0:39,291        |                   |
| 6                 | 4         | 4  | Nico Rosberg       | Mercedes             | 70   | +0:56,084        |                   |
| 7                 | 1         | 11 | Robert Kubica      | Renault              | 70   | +0:57,300        |                   |
| 8                 | 7         | 16 | Sébastien Buemi    | Toro Rosso-Ferrari   | 69   | +1 okr.          |                   |
| 9                 | 4         | 15 | Vitantonio Liuzzi  | Force India-Mercedes | 69   | +1 okr. (04,199) |                   |
| 10                | 1         | 14 | Adrian Sutil       | Force India-Mercedes | 69   | +1 okr. (01,357) |                   |
| 11                | 2         | 3  | Michael Schumacher | Mercedes             | 69   | +1 okr. (00,756) |                   |
| 12                | 4         | 17 | Jaime Alguersuari  | Toro Rosso-Ferrari   | 69   | +1 okr. (01,888) |                   |
| 13                | 1         | 10 | Nico Hülkenberg    | Williams-Cosworth    | 69   | +1 okr. (00,787) | [ 8 ]             |
| 14                | 3         | 9  | Rubens Barrichello | Williams-Cosworth    | 69   | +1 okr. (01,116) |                   |
| 15                | 9         | 7  | Felipe Massa       | Ferrari              | 69   | +1 okr. (27,433) | [ 9 ]             |
| 16                | 3         | 19 | Heikki Kovalainen  | Lotus-Cosworth       | 68   | +2 okr.          |                   |
| 17                | 3         | 12 | Witalij Pietrow    | Renault              | 68   | +2 okr. (00,553) | [ 10 ]            |
| 18                | 6         | 20 | Karun Chandhok     | HRT-Cosworth         | 66   | +4 okr.          |                   |
| 19                | 4         | 25 | Lucas Di Grassi    | Virgin-Cosworth      | 65   | +5 okr.          |                   |
| Niesklasyfikowani |           |    |                    |                      |      |                  |                   |
|                   |           | 24 | Timo Glock         | Virgin-Cosworth      | 49   |                  | układ kierowniczy |
|                   |           | 18 | Jarno Trulli       | Lotus-Cosworth       | 42   |                  | hamulce           |
|                   |           | 22 | Pedro de la Rosa   | BMW Sauber-Ferrari   | 30   |                  | silnik            |
|                   |           | 21 | Bruno Senna        | HRT-Cosworth         | 13   |                  | skrzynia biegów   |
|                   |           | 23 | Kamui Kobayashi    | BMW Sauber-Ferrari   | 1    |                  | wypadek           |
| P                 | + / –     | Nr | Kierowca           | Konstruktor          | Okr. | Czas / Strata    | Komentarz         |

### Najszybsze okrążenie
Źródło: Wyprzedź Mnie!
| Nr | Kierowca      | Konstruktor | Czas     | Okr. |
| -- | ------------- | ----------- | -------- | ---- |
| 11 | Robert Kubica | Renault     | 1:16,972 | 67   |

## Prowadzenie w wyścigu
| Nr                              | Kierowca         | Okrążenia         | Suma |
| ------------------------------- | ---------------- | ----------------- | ---- |
| 2                               | Lewis Hamilton   | 1-6, 15-25, 50-70 | 38   |
| 5                               | Sebastian Vettel | 7-13              | 7    |
| 16                              | Sébastien Buemi  | 14                | 1    |
| 8                               | Fernando Alonso  | 26-27             | 2    |
| 6                               | Mark Webber      | 28-49             | 22   |
| \| Wykres \| \| ------ \| \| \| |                  |                   |      |
| Wykres                          |                  |                   |      |
|                                 |                  |                   |      |

## Klasyfikacja po wyścigu

### Kierowcy
| P  | +/− | Kierowca           | Starty | Punkty | P1 | P2 | P3 | PP | NO | NS |
| -- | --- | ------------------ | ------ | ------ | -- | -- | -- | -- | -- | -- |
| 1  | +2  | Lewis Hamilton     | 8      | 109    | 2  | 1  | 1  | 1  | 2  | –  |
| 2  | 0   | Jenson Button      | 8      | 106    | 2  | 2  | –  | –  | –  | 1  |
| 3  | −2  | Mark Webber        | 8      | 103    | 2  | 1  | 1  | 4  | 2  | –  |
| 4  | 0   | Fernando Alonso    | 8      | 94     | 1  | 1  | 1  | –  | 1  | –  |
| 5  | 0   | Sebastian Vettel   | 8      | 90     | 1  | 1  | 1  | 3  | 1  | 2  |
| 6  | +2  | Nico Rosberg       | 8      | 74     | –  | –  | 2  | –  | –  | –  |
| 7  | 0   | Robert Kubica      | 8      | 73     | –  | 1  | 1  | –  | 1  | –  |
| 8  | −2  | Felipe Massa       | 8      | 67     | –  | 1  | 1  | –  | –  | –  |
| 9  | 0   | Michael Schumacher | 8      | 34     | –  | –  | –  | –  | –  | 1  |
| 10 | 0   | Adrian Sutil       | 8      | 23     | –  | –  | –  | –  | –  | –  |
| 11 | 0   | Vitantonio Liuzzi  | 8      | 12     | –  | –  | –  | –  | –  | 2  |
| 12 | 0   | Rubens Barrichello | 8      | 7      | –  | –  | –  | –  | –  | 1  |
| 13 | 0   | Witalij Pietrow    | 8      | 6      | –  | –  | –  | –  | 1  | 3  |
| 14 | +1  | Sébastien Buemi    | 8      | 5      | –  | –  | –  | –  | –  | 3  |
| 15 | −1  | Jaime Alguersuari  | 8      | 3      | –  | –  | –  | –  | –  | –  |
| 16 | 0   | Kamui Kobayashi    | 8      | 1      | –  | –  | –  | –  | –  | 6  |
| 17 | 0   | Nico Hülkenberg    | 8      | 1      | –  | –  | –  | –  | –  | 2  |
| 18 | 0   | Pedro de la Rosa   | 7      | 0      | –  | –  | –  | –  | –  | 5  |
| 19 | 0   | Heikki Kovalainen  | 7      | 0      | –  | –  | –  | –  | –  | 3  |
| 20 | 0   | Karun Chandhok     | 8      | 0      | –  | –  | –  | –  | –  | 2  |
| 21 | 0   | Lucas Di Grassi    | 8      | 0      | –  | –  | –  | –  | –  | 4  |
| 22 | 0   | Jarno Trulli       | 7      | 0      | –  | –  | –  | –  | –  | 3  |
| 23 | 0   | Bruno Senna        | 8      | 0      | –  | –  | –  | –  | –  | 6  |
| 24 | 0   | Timo Glock         | 7      | 0      | –  | –  | –  | –  | –  | 5  |
| P  | +/− | Kierowca           | Starty | Punkty | P1 | P2 | P3 | PP | NO | NS |

### Konstruktorzy
| P  | +/− | Konstruktor          | Starty | Punkty | P1 | P2 | P3 | PP | NO | NS |
| -- | --- | -------------------- | ------ | ------ | -- | -- | -- | -- | -- | -- |
| 1  | 0   | McLaren-Mercedes     | 16     | 215    | 4  | 3  | 1  | 1  | 2  | 1  |
| 2  | 0   | Red Bull-Renault     | 16     | 193    | 3  | 2  | 2  | 7  | 3  | 2  |
| 3  | 0   | Ferrari              | 16     | 161    | 1  | 2  | 2  | –  | 1  | –  |
| 4  | 0   | Mercedes             | 16     | 108    | –  | –  | 2  | –  | –  | 1  |
| 5  | 0   | Renault              | 16     | 79     | –  | 1  | 1  | –  | 2  | 3  |
| 6  | 0   | Force India-Mercedes | 16     | 35     | –  | –  | –  | –  | –  | 2  |
| 7  | +1  | Toro Rosso-Ferrari   | 16     | 8      | –  | –  | –  | –  | –  | 3  |
| 8  | −1  | Williams-Cosworth    | 16     | 8      | –  | –  | –  | –  | –  | 3  |
| 9  | 0   | BMW Sauber-Ferrari   | 15     | 1      | –  | –  | –  | –  | –  | 11 |
| 10 | 0   | Lotus-Cosworth       | 14     | 0      | –  | –  | –  | –  | –  | 8  |
| 11 | 0   | HRT-Cosworth         | 16     | 0      | –  | –  | –  | –  | –  | 8  |
| 12 | 0   | Virgin-Cosworth      | 15     | 0      | –  | –  | –  | –  | –  | 9  |
| P  | +/− | Konstruktor          | Starty | Punkty | P1 | P2 | P3 | PP | NO | NS |